# Empoli Football Club 1951-1952
Questa voce raccoglie le informazioni riguardanti l'Empoli Football Club nelle competizioni ufficiali della stagione 1951-1952.

## Rosa
| N. |                   | Ruolo | Calciatore        |
| -- | ----------------- | ----- | ----------------- |
|    | Italia (bandiera) | A     | Gerardo Bernard   |
|    | Italia (bandiera) | P     | Giuseppe Berni    |
|    | Italia (bandiera) | A     | Osvaldo Biancardi |
|    | Italia (bandiera) | C     | Aldo Biagiotti    |
|    | Italia (bandiera) | A     | Dionigio Borsari  |
|    | Italia (bandiera) | C     | Marino Conforti   |
|    | Italia (bandiera) | C     | A. Docchi         |
|    | Italia (bandiera) | A     | Ottavio Dreossi   |
|    | Italia (bandiera) | A     | Tullio Ghersetich |

| N. |                   | Ruolo | Calciatore         |
| -- | ----------------- | ----- | ------------------ |
|    | Italia (bandiera) | A     | A. Giagiotti       |
|    | Italia (bandiera) | P     | Giovanni Guarascio |
|    | Italia (bandiera) | A     | Vinicio Magrini    |
|    | Italia (bandiera) | A     | B. Marinelli       |
|    | Italia (bandiera) | A     | F. Morandi         |
|    | Italia (bandiera) | D     | Ivo Pesaresi       |
|    | Italia (bandiera) | A     | Maurilio Prini     |
|    | Italia (bandiera) | C     | Stelio Puccetti    |